# Oberea suturalis
Oberea suturalis là một loài bọ cánh cứng trong họ Cerambycidae.